# Redenção do Gurguéia
Redenção do Gurguéia est une municipalité brésilienne située dans l'État du Piauí.